# ウルリカ・エレオノーラ・アヴ・ダンマルク
ウルリカ・エレオノーラ・アヴ・ダンマルク（Ulrika Eleonora av Danmark, 1656年9月11日 - 1693年7月26日）は、スウェーデン国王カール11世の王妃。デンマーク国王フレデリク3世の娘で、クリスチャン5世は兄である。

## 生涯
スコーネ戦争（1675年 - 1679年）後の1679年9月に締結されたルンド条約により、1680年5月6日カール11世と結婚した。戦争勃発以前から婚約の計画があったが、戦争後の両国の和平成立と共に結婚した。この結婚によってデンマーク、スウェーデンは、20年にわたる平和の時代を迎えることになった。
ウルリカ・エレオノーラは、義母ヘートヴィヒ・エレオノーラとの関係に悩まされた。夫カール11世の母への敬愛からウルリカ・エレオノーラは王妃扱いをされなかったが、自身は良き妻であろうとした。カール11世は夫婦仲を公にしない性格であり、周囲からは王妃と不和であると見られたが、実際の夫婦仲は良好であった。ウルリカ・エレオノーラが1693年に没した時のカール11世の衝撃は、周囲から驚きをもって迎えられた。カール11世はその後生気を失い、4年後の1697年にウルリカ・エレオノーラを追うように没した。なお、1693年議会は、ウルリカ・エレオノーラの死をきっかけに招集され、主権宣言という形で決議されたが、これは王権の絶対性、すなわち「絶対君主制」の法制化を宣言するものであったが、その第一項は、崩御した王妃への哀悼の辞によって開始されている。

## 子女

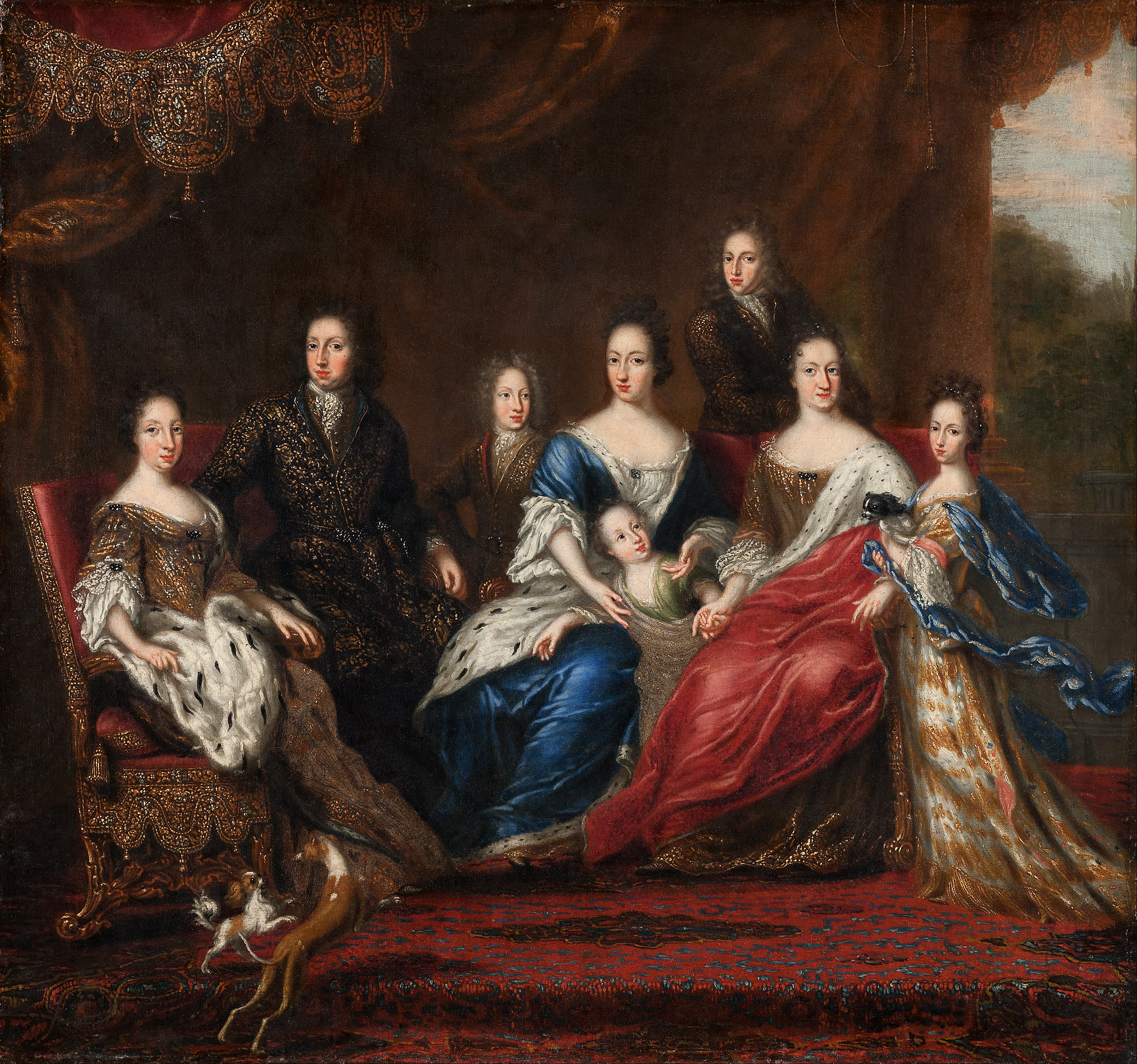
カール11世と家族
(画)エーレンシュトラール

カール11世との間に7人の子を産むが、成人したのは3人のみである。
- ヘドヴィグ・ソフィア - ホルシュタイン＝ゴットルプ公フレデリク4世妃
- カール12世 - スウェーデン国王
- ウルリカ・エレオノーラ - スウェーデン女王（プファルツ朝最後の君主）